# Монтекастелло
Монтекастелло (італ. Montecastello, п'єм. Moncasté) — муніципалітет в Італії, у регіоні П'ємонт,  провінція Алессандрія.
Монтекастелло розташоване на відстані близько 460 км на північний захід від Рима, 80 км на схід від Турина, 7 км на північний схід від Алессандрії.
Населення — 318 осіб (2014).
Щорічний фестиваль відбувається 16 серпня. Покровитель — святий Зенон.

## Демографія
Населення за роками:

Станом на 1 січня 2023 року в муніципалітеті офіційно проживало 12 іноземців з 5 країн, серед них 7 громадян країн Євросоюзу.

## Сусідні муніципалітети
- Алессандрія
- Бассіньяна
- Печетто-ді-Валенца
- П'єтра-Марацці
- Пьовера
- Ривароне